# Onesia muscaria
Onesia muscaria är en tvåvingeart som först beskrevs av Jaennicke 1867.  Onesia muscaria ingår i släktet Onesia och familjen spyflugor. Inga underarter finns listade i Catalogue of Life.